# Victoriano Guisasola y Menéndez
Victoriano Guisasola y Menéndez (21 april 1852 – 2 september 1920) was een Spaans aartsbisschop en kardinaal.

## Biografie
Guisasola werd priester in 1876. De volgende zes jaren was hij professor canoniek recht in Ciudad Real. In 1893 werd hij bisschop van Osma. Na bisschop te zijn geweest in Jaen en Madrid werd hij in 1905 aartsbisschop van Valencia. Hij was tussen 1914 en 1920 aartsbisschop van Toledo en als zodanig primaat van Spanje. Ook was hij patriarch van West-Indië. In hetzelfde jaar, 1914, volgde zijn verheffing tot kardinaal-priester door paus Pius X. 
Guisasole nam deel aan het conclaaf van 1914. Hij overleed op 68-jarige leeftijd in 1920.
- Biblioteca Nacional de España: XX5341889
- Catàleg d'autoritats de noms i títols de Catalunya: 981058528926006706
- Gemeinsame Normdatei: 105631110X
- International Standard Name Identifier: 0000 0000 6192 3336
- Virtual International Authority File: 88839569
- WorldCat: E39PBJyWWvBqFbPrDH6hDm9v73